# Fürbitt-Kirche (Berlin-Britz)

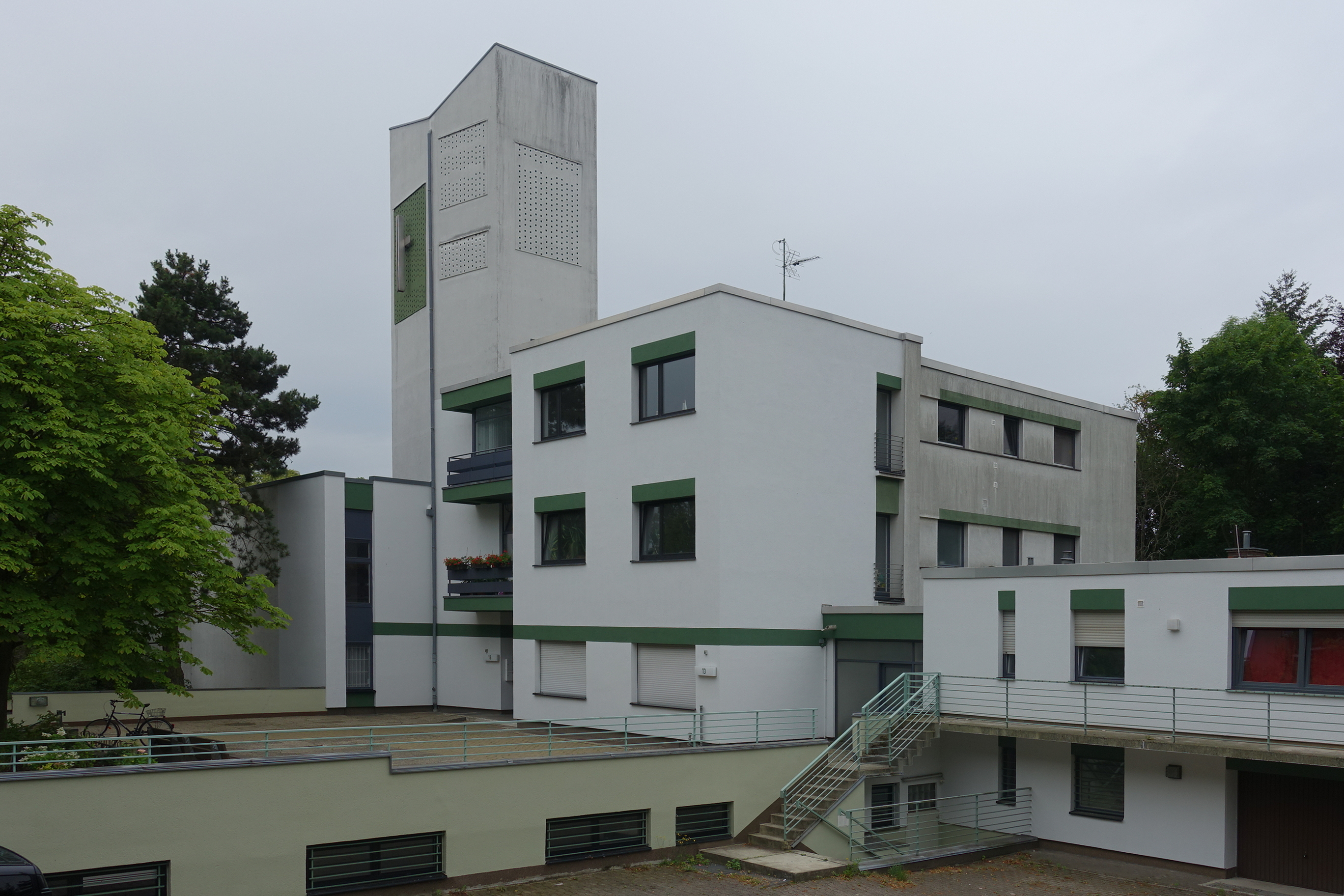
Fürbitt-Gemeindezentrum

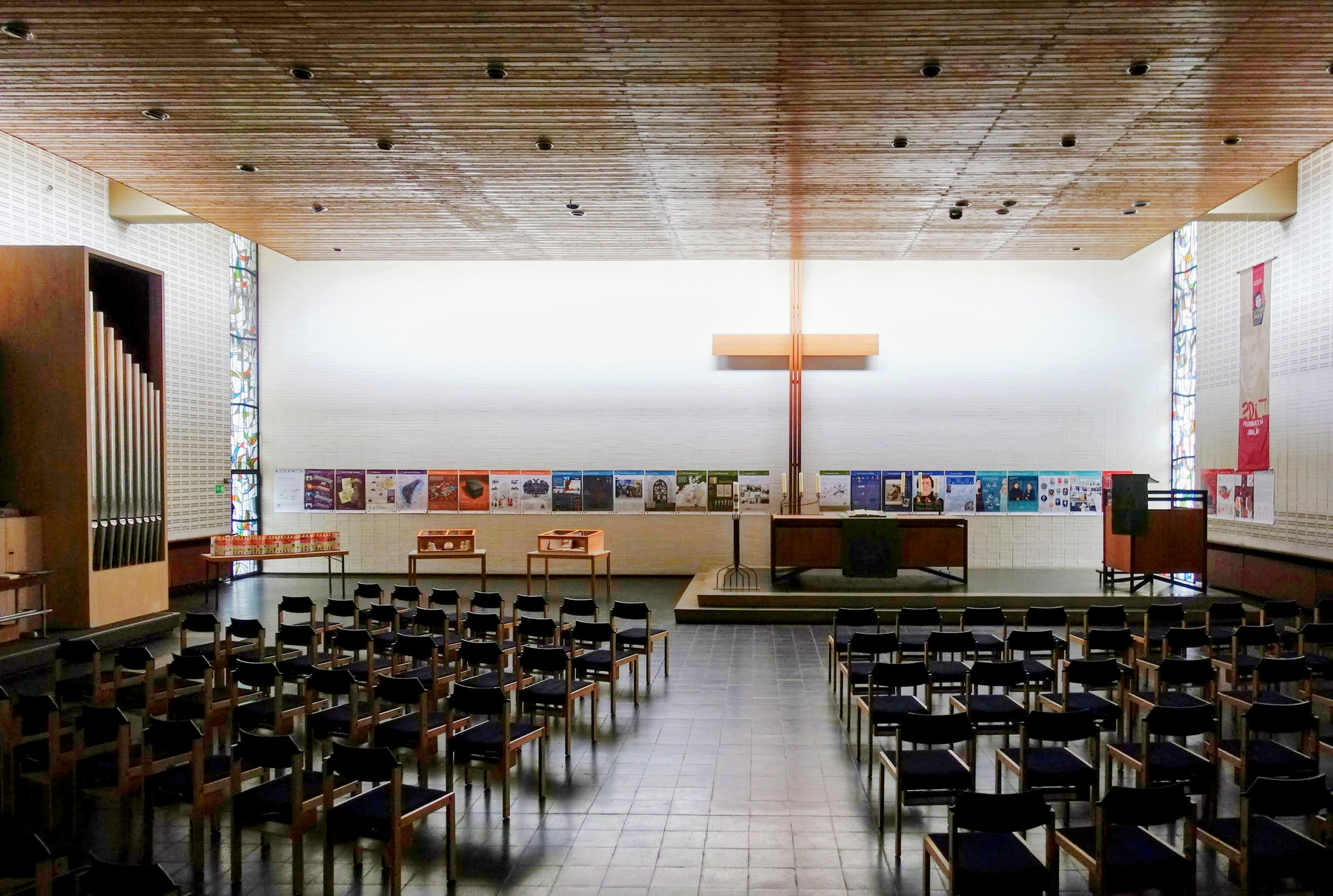
Innenraum (2017)

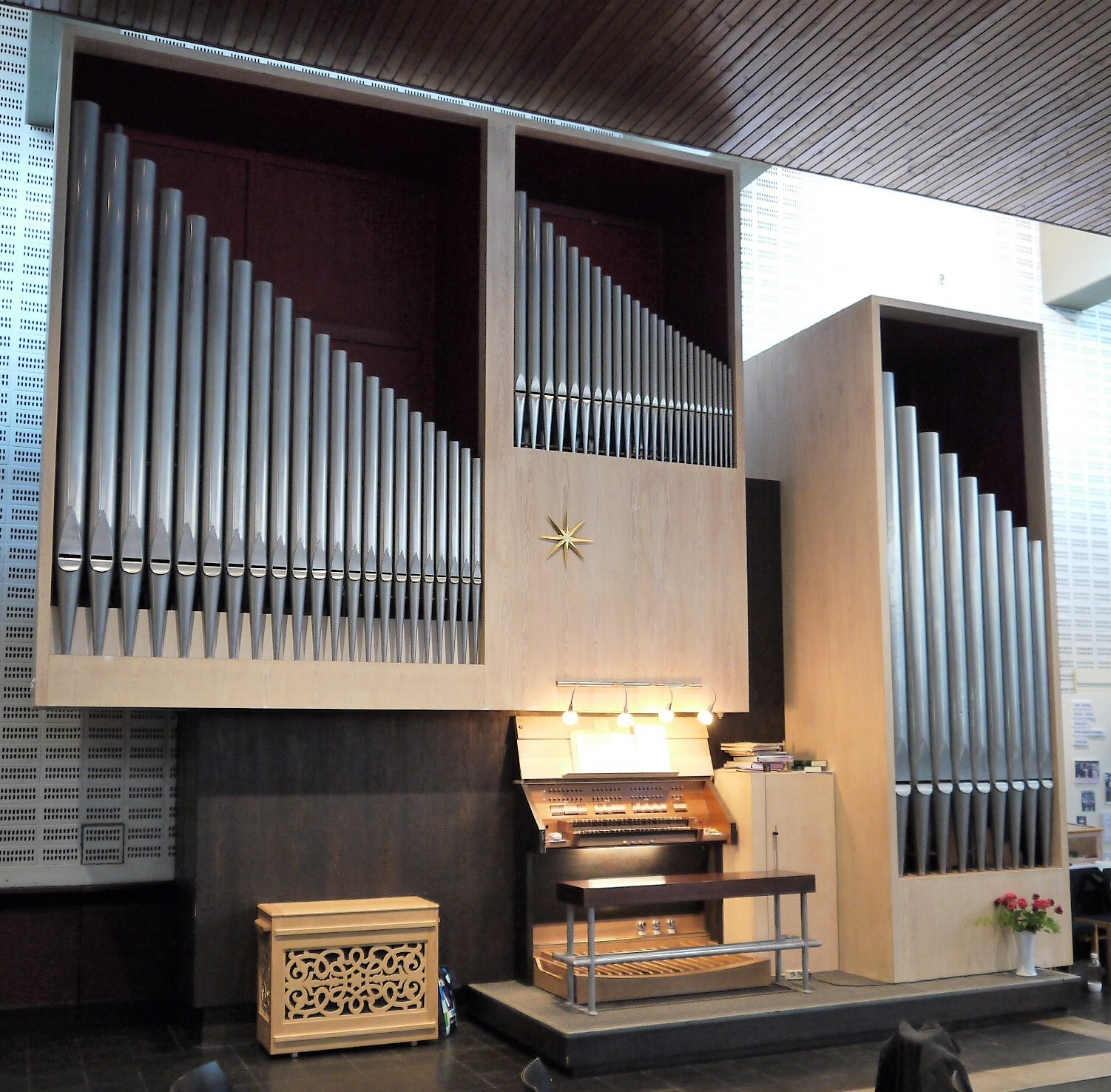
Orgel von Paul Ott

Die Fürbitt-Kirche steht in der Andreasberger Straße 13 in Berlin-Britz. Sie wurde von Wolfgang Pingel entworfen.

## Geschichte
Der Anstieg der Einwohnerzahl  und damit auch der Mitglieder der Kirchengemeinden Philipp-Melanchthon und Dorfkirche Britz in der Ortslage Britz-Nord führte zum Wunsch, eine weitere Kirchengemeinde zu gründen. Für eine neue Kirche wurde ein Grundstücksteil des Kirchhofs Sankt Simeon und Sankt Lukas erworben, auf dem sich keine Gräber befanden. Die Grundsteinlegung erfolgte am 4. Oktober 1964, am 17. September 1965 wurde Richtfest gefeiert. Am 27. März 1966 wurde das Gemeindezentrum von Bischof Otto Dibelius eingeweiht. Am 15. Januar 2012 fusionierten die Kirchengemeinden Philipp Melanchthon und Fürbitt zur Evangelischen Fürbitt-Melanchthon-Kirchengemeinde, die mit der Genezareth-Kirchengemeinde den Pfarrsprengel Nordwest-Neukölln im Evangelischen Kirchenkreis Neukölln bildet.

## Baubeschreibung
Der Gebäudekomplex des Fürbitt-Gemeindezentrums setzt sich aus drei Gebäudetrakten zusammen, dem Kirchenschiff mit Glockenturm, dem Trakt mit Jugend-räumen und der Verwaltung der Kirchengemeinde und Baukörper mit Wohnung und Amtszimmer des Pfarrers.
Der Grundriss des mit einem Flachdach bedeckten Kirchenschiffs ist quadratisch, der des Glockenturms sechseckig, er trägt ein Schmetterlingsdach. Das Kirchenschiff wurde in Skelettbauweise aus Stahlbeton errichtet. Die Wände des Saals sind im Wesentlichen ohne Fenster. Licht fällt nur durch Oberlichter, die durch die abgehängte Holzdecke verdeckt sind, und die seitlich des Altarbereichs durchgehend senkrechten Fensterschlitze, deren Fenster mit Glasmalerei versehen sind. Im Erdgeschoss des 3-stöckigen Traktes liegt der Gemeindesaal. Unter der Empore des Kirchsaals befindet sich eine Falttür. Der Kirchsaal kann bei Bedarf mit dem Gemeindesaal verbunden werden.

## Orgel
Die Orgel mit Hauptwerk, Oberwerk und Pedalwerk stammt von Paul Ott. Sie hat 22 Register, ca. 1700 Pfeifen, mechanische Traktur und elektrische Spielhilfen. 
Die Orgel hat folgende Disposition:
| I Hauptwerk C–g3 |                 |       |
| 1.               | Prinzipal       | 08′   |
| 2.               | Spitzflöte      | 08′   |
| 3.               | Oktave          | 04′   |
| 4.               | Rohrflöte       | 04′   |
| 5.               | Kleinoktave     | 02′   |
| 6.               | Sesquialtera II | 2 ⁄3′ |
| 7.               | Mixtur IV–VI    | 1 ⁄3′ |

| II Oberwerk C–g3 |               |       |
| 8.               | Koppelflöte   | 08′   |
| 9.               | Prinzipal     | 04′   |
| 10.              | Nachthorn     | 04′   |
| 11.              | Feldpfeife    | 02′   |
| 12.              | Quinte        | 1 ⁄3′ |
| 13.              | Scharf III-IV | 01′   |
| 14.              | Rohrschalmey  | 08′   |
|                  | Tremulant     |       |

| Pedal C–f1 |                 |       |
| 15.        | Subbass         | 16′   |
| 16.        | Prinzipal       | 08′   |
| 17.        | Trichtergedackt | 08′   |
| 18.        | Oktave          | 04′   |
| 19.        | Offenflöte      | 04′   |
| 20.        | Mixtur III      | 2 ⁄3′ |
| 21.        | Posaune         | 016′  |
| 22.        | Trompete        | 08′   |

## Geläut
Die Glockenstube des Kirchturms hat lamellenverkleideten Öffnungen. In ihr hängt ein Geläut von fünf Bronzeglocken, die von der Glocken- und Kunstgießerei Rincker 1966 gegossen wurden. 
| Schlagton | Gewicht  | Durchmesser | Höhe    | Krone | Inschrift in der Flanke                     |
| --------- | -------- | ----------- | ------- | ----- | ------------------------------------------- |
| es′       | 1320 kg0 | 130 cm0     | 118 cm0 | 22 cm | SHALOM (in hebräischer Schrift)             |
| as′       | 780 kg   | 108 cm0     | 88 cm   | 19 cm | KRISTOS WOSKRESSJE (in russischer Schrift)  |
| b′        | 560 kg   | 96 cm       | 80 cm   | 17 cm | WASSER / BROT + WEIN (in deutscher Schrift) |
| c″        | 395 kg   | 85 cm       | 73 cm   | 15 cm | FIDES (in lateinischer Schrift)             |
| des″      | 280 kg   | 78 cm       | 62 cm   | 12 cm | KAIROS (in griechischer Schrift)            |